# Cylindrocorpus curzii
Cylindrocorpus curzii är en rundmaskart som först beskrevs av Goodey 1935.  Cylindrocorpus curzii ingår i släktet Cylindrocorpus och familjen Cylindrocorporidae. Inga underarter finns listade i Catalogue of Life.